# 池央耿
池 央耿（いけ ひろあき、1940年9月3日 - 2023年10月27日）は、日本の英文翻訳家。日本文芸家協会会員。東京都大田区生まれ、国際基督教大学出身。

## 経歴
1964年、国際基督教大学教養学部人文科学科卒。同年、産業技術映画協会の制作部に勤務。1965年にいったんフリーになった後、1966年から1972年に岩波映画製作所演出部に所属。
以後、フリーの翻訳家となる。その訳業は英米のノンフィクション、エッセイ、推理小説、サスペンス、冒険小説、SF、ファンタジー、児童文学など多岐にわたる。
映画『E.T.』ノベライズ、ジェイムズ・P・ホーガン『星を継ぐもの』、ロバート・フルガム『人生に必要な知恵はすべて幼稚園の砂場で学んだ』、ピーター・メイル『南仏プロヴァンスの12ヶ月』などの訳書がベストセラーになった。
2013年12月に初の単著『翻訳万華鏡』（河出書房新社）を刊行した。
2023年10月27日、脳出血のため川崎市の自宅で死去。83歳没。

## 著書
- 『翻訳万華鏡』（河出書房新社） 2013、河出文庫 2024

## 翻訳
次のような英文書籍を翻訳している。
- 『最後の谷』（J・B・ピック、角川文庫） 1971
- 『幸せをもとめて』（トーマス・ロジャース、角川文庫） 1971
- 『さすらいの旅路』（ネヴィル・シュート、角川文庫） 1971

- 『マフィアの復讐』（チャールズ・ダービン、角川文庫） 1972
- 『ビートルズ』（ジュリアス・ファスト、角川文庫）1972
- 『キャンベル渓谷の激闘』（ハモンド・イネス（英語版）、ハヤカワ文庫） 1972
- 『スミスのかもしか』（ライオネル・デイヴィドソン、角川書店） 1972
- 『麻薬シンジケート 〈白い恐怖〉の報告書』（アルビン・モスコウ、日本リーダーズダイジェスト社、ペガサス・ドキュメント）1972
- 『ゲシュタポ・ファイル 秘密情報部員JF』（デズモンド・コーリー、日本リーダーズダイジェスト社、ペガサスノベルズ 1972

- 『ナンバーのない男 国際殺人局K』（ジェイムズ・マンロー、早川書房） 1973

- 『ボブ・ディラン』（サイ・リバコブ,バーバラ・リバコブ、角川文庫） 1974
- 『屠殺人 / 血の負債』（スチュアート・ジェイスン、早川書房） 1974
- 『みどりの谷』（ベン・ハース、角川文庫） 1974
- 『帝王 ビッグマフィア』（オビッド・デマリス、立風書房） 1974
- 『リンガラ・コード』（ウォーレン・キーファー、角川書店） 1974、のち角川文庫

- 『兵士の鷹』（ジェラルド・サマーズ、角川文庫） 1975
- 『完全なる敗北 北極点をめぐる栄光と汚辱』（ヒュウ・イームズ、文化放送） 1975
- 『コンドルの六日間』（ジェームズ・グレイディ、新潮社） 1975
- 『ゴールド』（ウイルバー・スミス、立風書房） 1975
- 『バードは生きている チャーリー・パーカーの栄光と苦難』（ロス・ラッセル、草思社） 1975

- 『すねた娘』（E・S・ガードナー、創元推理文庫） 1976
- 『1979年の大破局』（ポール・アードマン、ごま書房） 1976
- 『キュラソー島から来た女』（J.ヴァン・デ・ウェテリンク、ごま書房） 1976
- 『黒後家蜘蛛の会』全5冊（アイザック・アシモフ、創元推理文庫） 1976 - 1990、のち改版 2018
- 『ビートルズ派手にやれ! 無名時代』（アラン・ウィリアムズ,ウィリアム・マーシャル、草思社） 1976

- 『ガードナー傑作集』（各務三郎編、番町書房、イフ・ノベルズ）1977
- 『ルイスとクラーク 北米大陸の横断』（デイヴィッド・ホロウェイ、草思社、大探検家シリーズ）1977
- 『カルロスを追え! テロ・インターナショナル』（デニス・アイゼンバーグ,エリ・ランダウ、角川書店） 1977
- 『正午から三時まで』（フランク・D・ギルロイ、徳間書店） 1977
- 『怯えた相続人』（E・S・ガードナー、創元推理文庫） 1977
- 『我輩はカモである』（ドナルド・E・ウエストレーク、角川書店） 1977、のちハヤカワ文庫

- 『恐怖のハイウェイ』（サンディ・フォークス、パシフィカ） 1978
- 『神の目の小さな塵』上・下（ラリー・ニーヴン&ジェリー・パーネル、創元推理文庫） 1978
- 『獅子の怒り』（ジャック・ヒギンズ、パシフィカ） 1978、のち創元推理文庫

- 『聖者の行進』（アイザック・アシモフ、創元推理文庫） 1979
- 『ウィンブルドン』（ラッセル・ブラッドン、新潮社） 1979、のち新潮文庫、のち創元推理文庫
- 『雲の死角』（J・コルトレーン、文春文庫） 1979
- 『オイルクラッシュ』（ポール・アードマン、新潮文庫） 1979
- 『カエサレアのパピルス』（ウォーレン・キーファー、角川書店） 1979
- 『思考機械の事件簿 2』（ジャック・フットレル、創元推理文庫） 1979
- 『ガードナー 怪盗と接吻と女たち』（各務三郎編、講談社文庫） 1979

- 『死を招く配当』（ロバート・アプトン、文春文庫） 1980

- 『魔性の子』（ロジャー・ゼラズニイ、東京創元社） 1981、のち創元推理文庫
- 『オカルト趣味の娼婦』（J・ヴァン・デ・ウェテリンク、創元推理文庫） 1981
- 『アムステルダムの異邦人』（J・ヴァン・デ・ウェテリンク、創元推理文庫） 1981
- 『北アイルランドの襲撃者たち』（アンブローズ・クランシー、新潮社） 1981

- 『謀略結社マトリックス』（フランク・ロス、ハヤカワ文庫） 1982
- 『1985年の大逆転』（ポール・アードマン、講談社） 1982
- 『スパイよさらば』（ジャック・ウィンチェスター、文春文庫） 1982
- 『E.T.』（ウィリアム・コツウィンクル、新潮文庫） 1982

- 『追憶のブルックリン』（アーサー・キャヴァノー、角川書店） 1983
- 『亡霊たちの真昼』（ディクスン・カー、創元推理文庫） 1983
- 『アメリカ最期の日』（ポール・アードマン、講談社文庫） 1983

- 『黒海奇襲作戦』（ダグラス・リーマン（英語版）、ハヤカワ文庫） 1984
- 『雲の峰鮭の川』（ブルース・ブラウン、新潮社） 1984
- 『ディーケンの戦い』（フリーマントル、新潮文庫） 1984
- 『テクノストレス』（クレイグ・ブロード、高見浩共訳、新潮社） 1984

- 『外道の市』（ロジャー・ゼラズニイ、創元推理文庫） 1985
- 『クリスマス12のミステリー』（アシモフ他編、新潮文庫） 1985
- 『誘拐者』（ウォーレン・キーファー、角川書店） 1985

- 『コンタクト』（カール・セーガン、高見浩共訳、新潮社） 1986、のち新潮文庫

- 『灯蛾の落ちる時』（ハロルド・アダムズ、創元推理文庫） 1987
- 『大道商人の死』（J・ヴァン・デ・ウェテリンク、創元推理文庫） 1987
- 『ある大家族の歴史 アメリカ市民の社会史』（ジョン・エジャートン、草思社） 1987

- 『象牙の塔の殺人』（アイザック・アシモフ、創元推理文庫） 1988
- 『赤い報酬』（ハロルド・アダムズ、創元推理文庫） 1988
- 『クリスマス13の戦慄』（I.アシモフ他編、新潮文庫） 1988
- 『ヴェール CIAの極秘戦略 1981 - 1987』（ボブ・ウッドワード、文藝春秋） 1988
- 『空白の記録 孤児救出作戦の真相を知った男』（フリーマントル、新潮文庫） 1988
- 『地底のエルドラド』（ウィルバー・スミス、創元推理文庫） 1988

- 『ユニオン・クラブ綺談』（アイザック・アシモフ、創元推理文庫） 1989
- 『スパイよさらば』（フリーマントル、新潮文庫） 1989

- 『人生に必要な知恵はすべて幼稚園の砂場で学んだ』（ロバート・フルガム、河出書房新社） 1990、のち河出文庫、新版2024
- 『アフガンの「百合」』（ジョン・クルーズ、光文社文庫） 1990
- 『クレムリン・キス』（フリーマントル、新潮文庫） 1990

- 『カッコウはコンピュータに卵を産む』上・下（クリフォード・ストール、草思社） 1991、のち草思社文庫
- 『ソヴィエト社会 衝撃の闇』（ヴィターリ・ヴィターリエフ、新潮社） 1991

- 『暗黒の塔』1・2 （スティーヴン・キング、角川書店） 1992 - 1996、のち角川文庫

- 『マイライフ』（アービン“マジック"ジョンソン / ウィリアム・ノヴァク、光文社） 1993

- 『凶弾』（ジェイムズ・グレイディ、新潮文庫） 1994

- 『ファイナル・アプローチ』（ジョン・J・ナンス、ハヤカワ文庫） 1995

- 『マツボックリが笑う日』（ダニエル・ブライヤン、翔泳社） 1998
- 『暗黒の河』（ジェイムズ・グレイディ、新潮文庫） 1998
- 『鳥たちが聞いている』（バリー・ロペス、神保睦共訳、角川書店） 1998

- 『義憤の終焉 ビル・クリントンと踏みにじられたアメリカの理念』（ウイリアム・J・ベネット、草思社） 1999
- 『閉鎖病棟』（パトリック・マグラア、河出書房新社） 1999
- 『どうして僕はこんなところに』（ブルース・チャトウィン、神保睦共訳、角川書店） 1999、のち角川文庫 2012
- 『鱈 世界を変えた魚の歴史』（マーク・カーランスキー、飛鳥新社） 1999

- 『旅を書く ベスト・トラベル・エッセイ』（監訳、河出書房新社） 2000
- 『アナム・カラ ケルトの知恵』（ジョン・オドノヒュウ、角川書店） 2000

- 『スティーヴン・キング小説作法』（アーティストハウス） 2001
- 『プロになるための文章術 なぜ没なのか』（ノア・リュークマン、河出書房新社） 2001

- 『父の道具箱』（ケニー・ケンプ、角川書店） 2002
- 『アバラット』1・2（クライヴ・バーカー、ソニー・マガジンズ） 2002 - 2004
- 『パイド・パイパー 自由への越境』（ネヴィル・シュート、創元推理文庫） 2002

- 『新・人生に必要な知恵はすべて幼稚園の砂場で学んだ』（ロバート・フルガム、河出書房新社） 2004、のち河出文庫
- 『ガーネット傑作集』第1・3・4・5巻（デイヴィッド・ガーネット、河出書房新社） 2004 - 2005
- 『エデンの彼方 狩猟採集民・農耕民・人類の歴史』（ヒュー・ブロディ、草思社） 2004

- 『ぴよぴよひよこ』（ジョン・ローレンス、評論社、児童図書館・絵本の部屋）2005
- 『われわれは犬である 犬の目から見たこの素晴らしき世界』（テリー・ベイン、アスペクト） 2005

- 『キーパー』（マル・ピート、評論社） 2006
- 『シイイイッ!』（ジーン・ウィリス、評論社、児童図書館・絵本の部屋）2006
- 『クリスマス・キャロル』（チャールズ・ディケンズ、光文社古典新訳文庫） 2006

- 『フェイスフル・スパイ』（アレックス・ベレンスン、小学館） 2007

- 『いったいぜんたい、どうしてこんなことをしてきたのだろうか。』（ロバート・フルガム、河出書房新社） 2008

- 『わらの犬 地球に君臨する人間』（ジョン・グレイ、みすず書房） 2009
- 『ザ・プロフェット』（カリール・ジブラーン、ポプラ社） 2009

- 『帝国の落日 パックス・ブリタニカ 完結篇』下（ジャン・モリス、椋田直子共訳、講談社） 2010：シリーズは全6巻で、他巻は椋田直子訳
- 『エステルハージ博士の事件簿』（アヴラム・デイヴィッドスン、河出書房新社） 2010、河出文庫、2024

- 『失われた地平線』（ジェイムズ・ヒルトン、河出文庫） 2011、のち新版 2020
- 「マークハイム」（ロバート･ルイス･スティーヴンスン、ポプラ社、『賭 百年文庫第36巻』） 2011

- 『タイム・マシン』（ハーバート・ジョージ・ウェルズ、光文社古典新訳文庫） 2012

- 『ヘンリー・ライクロフトの私記』（ジョージ・ギッシング、光文社古典新訳文庫） 2013

- 『ホーキング、自らを語る』（スティーヴン・ホーキング、佐藤勝彦監修、あすなろ書房） 2014

- 『二都物語』上・下（チャールズ・ディケンズ、光文社古典新訳文庫） 2016

- 『ブルース・チャトウィン』（ニコラス・シェイクスピア、KADOKAWA） 2020
- 『指差す標識の事例』上・下（イーアン・ペアーズ、東江一紀,宮脇孝雄,日暮雅通共訳、創元推理文庫） 2020

### 「マフィアへの挑戦」シリーズ
- 「マフィアへの挑戦」（ドン・ペンドルトン、高見浩共訳、創元推理文庫） 1973 - 1985

1. 『マフィアへの挑戦1 / 戦士起つ』
2. 『マフィアへの挑戦2 / 抹殺部隊』
3. 『マフィアへの挑戦3 / 仮面の復讐者』
4. 『マフィアへの挑戦4 / 裏切りのコート・ダジュール』
5. 『マフィアへの挑戦5 / サドの末裔』
6. 『マフィアへの挑戦6 / 三人の女』
7. 『マフィアへの挑戦7 / フォクシー・レディ』
8. 『マフィアへの挑戦8 / 死を呼ぶカジノ』
9. 『マフィアへの挑戦9 / カリブの回転木馬』
10. 『マフィアへの挑戦10 / 逆説の街』
11. 『マフィアへの挑戦11 / バレンチナ我が愛』
12. 『マフィアへの挑戦12 / 黒い瞳のクラウディア』
13. 『マフィアへの挑戦13 / 抹殺部隊ふたたび』
14. 『マフィアへの挑戦14 / フィラデルフィア・パニック』
15. 『マフィアへの挑戦15 / 月曜日：還ってきた戦士』
16. 『マフィアへの挑戦16 / 火曜日:憂い顔の騎士』
17. 『マフィアへの挑戦17 / 水曜日:謀略のシナリオ』
18. 『マフィアへの挑戦18 / 木曜日:悪魔の要塞島』
19. 『マフィアへの挑戦19 / 金曜日：禿鷲たちの饗宴』
20. 『マフィアへの挑戦20 / 土曜日：戦士よさらば』

### イブ・メルキオー作品
- 『人狼部隊』（イブ・メルキオー、角川書店） 1974
- 『スリーパー・エージェント』（イブ・メルキオー、角川書店） 1978
- 『ハイガーロッホ破壊指令』（イブ・メルキオー、角川書店） 1980
- 『＜B-B枢軸＞極秘ルート』（イブ・メルキオー、角川文庫） 1987

### ハモンド・イネス作品
- 『怒りの山』（ハモンド・イネス、早川書房） 1972、のちハヤカワ文庫
- 『孤独なスキーヤー』（ハモンド・イネス、ハヤカワ文庫） 1973
- 『幻の金鉱』（ハモンド・イネス、早川書房） 1976
- 『北海の星』（ハモンド・イネス、ハヤカワ文庫） 1979
- 『キャプテン・クック最後の航海』（ハモンド・イネス、パシフィカ） 1979、のち創元推理文庫
- 『ソロモンの怒濤』（ハモンド・イネス、ハヤカワ文庫） 1983
- 『ベルリン空輸回廊』（ハモンド・イネス、徳間文庫） 1987
- 『黒い海流』（ハモンド・イネス、ハヤカワ文庫） 1988
- 『特命艦メデューサ』（ハモンド・イネス、ハヤカワ文庫） 1992

### 「巨人たちの星」シリーズ
- 『星を継ぐもの』（ジェイムズ・P・ホーガン、創元推理文庫） 1980、各・改版 2023
- 『ガニメデの優しい巨人』（ジェイムズ・P・ホーガン、創元推理文庫） 1981
- 『巨人たちの星』（ジェイムズ・P・ホーガン、創元推理文庫） 1983
- 『内なる宇宙』上・下（ジェイムズ・P・ホーガン、東京創元社） 1993、創元推理文庫 1997

### ピーター・メイル作品
- 『南仏プロヴァンスの12か月』（ピーター・メイル、河出書房新社） 1993、のち河出文庫
- 『ホテル・パスティス』（ピーター・メイル、河出書房新社） 1994、のち河出文庫
- 『南仏プロヴァンスの風景』（ピーター・メイル、河出書房新社） 1994
- 『愛犬ボーイの生活と意見』（ピーター・メイル、河出書房新社） 1995、のち河出文庫
- 『南仏のトリュフをめぐる大冒険』（ピーター・メイル、河出書房新社） 1997、のち河出文庫
- 『セザンヌを探せ』（ピーター・メイル、河出書房新社） 1998
- 『南仏プロヴァンスの昼下り』（ピーター・メイル、河出書房新社） 2000、のち河出文庫
- 『どうぞ、召しあがれ! フランスの食祭りの旅』（ピーター・メイル、河出書房新社） 2002
- 『南仏プロヴァンスの25年 あのころと今』（ピーター・メイル、河出書房新社） 2019

### 「ベイカー少年探偵団」シリーズ
- 『さらわれた千里眼』（アンソニー・リード、評論社） 2007
- 『消えた名探偵』（アンソニー・リード、評論社） 2007
- 『呪われたルビー』（アンソニー・リード、評論社） 2008
- 『ドラゴンを追え!』（アンソニー・リード、評論社） 2008
- 『盗まれた宝石』（アンソニー・リード、評論社） 2009
- 『地下牢の幽霊』（アンソニー・リード、評論社） 2009

## 批評
- 同じく英文翻訳家の土屋京子は、池は翻訳に際して彼独特の翻訳世界で訳し、辛口の内容も甘口にしているなど、見習うところが多いと評している。[3]